# Silex and the City (série télévisée d'animation)
Cet article concerne la série d'animation. Pour la bande dessinée dont elle est tirée, voir Silex and the City.
Silex and the City est une série télévisée d'animation française et programme court du soir après 28 Minutes en 180 épisodes de 3 minutes, adaptée de la bande dessinée de Jul, diffusée à partir du 3 septembre 2012 sur Arte. Avec 1,3 million de spectateurs, c'est la meilleure audience d'animation toutes chaînes de télévision confondues en 2013.
Un film d'animation est en préparation pour une sortie au cinéma à l'automne 2024,.

## Synopsis
Cette série est une adaptation de la série de bande dessinée Silex and the City créée par Jul en 2009.
Elle met en scène les aventures des Dotcom, une famille du Paléolithique. Chaque épisode est une satire d'un thème contemporain dans un univers préhistorique.

## Long-métrage
Un long-métrage réalisé par Jul et Jean-Paul Guigue est annoncé par la société de production Je Suis Bien Content. Le film intègre prise de vues réelles et animation 2D. Le casting vocal de la série participe au film ainsi que de nombreux guests comme François Hollande, Julie Gayet, Léa Salamé…
Le film fait partie de la sélection Cinéma de la Plage du Festival de Cannes 2024.
Titré Silex and the City, le film, il sort en salles le 11 septembre 2024 en France.

## Fiche technique
- Titre original : Silex and the City
- Auteur : Jul, d'après sa bande dessinée éponyme
- Réalisation : Jérémie Hoarau, Jean-Paul Guigue
- Musiques : Antoine Berjeaut (générique de début), Alexis Pécharman
- Pays d'origine :  France
- Sociétés de production : Haut et Court, Arte France en association avec Je suis bien content

## Voix françaises
Personnages récurrents : 
- Franck Ekinci : Blog Dotcom
- Noémie de Lattre : Spam Dotcom
- Camille Serceau : Web Dotcom
- Fabien Limousin : Url Dotcom
- José Valverde : Julius Dotcom
- Clément Sibony : Rahan de La Pétaudière, petit ami de Web[7]
- Frédéric Pierrot : Crao de La Pétaudière
- Amélie Nothomb : Diane de Brassempouy, cousine de Rahan[7]
- Sophia Aram : Lauren Rondeau, la prof d'éducation lithique[7] (saison 1)
- Danielle Vaissberg : Madame Finkelstein (saisons 1 et 2)
- Crystal Shepherd-Cross : Madame Finkelstein (saisons 3 et 4)
- Julia Maraval : Ève, Rominidée
- Joséphine de Meaux : Rôles multiples
- Camille Chamoux : cousine Lémurielle
- Oshen : cousine Bactérianne ; Lauren Rondeau

Guests : 
- Arnaud Montebourg : un singe vêtu d'une marinière Armor Lux[8]
- José Bové : lui-même
- Philippe Candeloro : prof de glisse
- Bernard Pivot : président du Prix du Livre Interglaciaire
- Haïm Korsia : Shlomo Abilis, rabbin préhistorique
- Frédéric Pierrot : Crao de La Pétaudière, PDG d'EDF (Énergie Du Feu)
- Camille Chamoux : esthéticienne, candidate de téléréalité
- Océane Rose Marie : la cousine Bactérianne
- Martin Hirsch : médecin
- Éric Halphen : juge
- Bruce Toussaint : commentateur sportif
- Raphaël Enthoven : Paul le Poulpe
- Christophe Barbier : commissaire-priseur ; banquier au Crédit Arboricole
- François Busnel : coach anthropophage
- HPG : Lascaux Siffredi, hardeur-cueilleur
- Nicolas Demorand : chasseur de têtes
- Julien Clerc : lui-même
- Raphael : lui-même
- Alexandra Lamy : hôtesse de l'air ; Juliette Bidoche ; directrice d'une agence de voyages
- Christine Ockrent : elle-même
- David Pujadas : lui-même
- Audrey Pulvar : chanteuse de la Compagnie Créole
- Sylvain Tesson : centurion lémurien
- David Foenkinos : légionnaire lémurien
- Valérie Trierweiler : Bactérie Trierweiler
- Virginie Ledoyen : reine Mammouth-Antoinette
- Stéphane Bern : roi Louis-Quaternaire
- Frédéric Mitterrand : roi Louis-Silex ; Rabbin
- Black M : Black Mammifère
- Muriel Mayette-Holtz : cousine Lémurielle (saison 5)
- Gérard Holtz : lui-même
- François Morel : Molière ; Mormon
- Aissa Maiga : courtisane
- Nathalie Kosciusko-Morizet : Nathalie Kosciusko-mammifère
- Jean-Pierre Darroussin : le Diable
- Fleur Pellerin : Lémurienne Grimaud, pianiste virtuose
- Philippe Dana : M. Loyal
- Julie Zenatti : Locataire Pierre Bn'B ; chanteuse barbe-mitsvah
- Michaël Gregorio : Abilis Holiday ; Michael Jackson ; Johnny Habilis
- Laurent Beccaria : lui-même
- René Frydman : poulpe gynécologue
- Patrick Pelloux : poulpe urgentiste
- Natalie Dessay : Bactérie Dessay
- Aurélie Dupont : Aurélie Dupoulpe, céphalopode danseuse étoile
- Mazarine Pingeot : Mazarine Lascaux
- Anne Hidalgo : elle-même ; Guenon femme de chambre
- Olivier de Kersauson : Olivier de Kersilex
- Evelyne Dhéliat : elle-même
- Laure Adler : elle-même
- Najat Vallaud-Belkacem : Najat Lascaux-Belkacem
- Nicolas Hulot : lui-même
- Michel Fau : Cléopoulpe, reine d’Égypte
- Hubert Reeves : Professeur Tyrannosol
- Daphné Roulier : Présentatrice

## Épisodes

### Saison 1 (2012)
1. L'héritage ingrat
2. Problèmes de peau
3. Zone d'évolution prioritaire
4. Cessez le feu !
5. L'orientation des espèces
6. Troisième âge de pierre
7. Le feu de l'amour
8. La déco-sapiens
9. Fashion-victim
10. Le drame de la paléoprécarité
11. Comment mon père a mangé bio
12. Votez Blog!
13. L'enfance de l'art
14. Alterdarwinisme
15. Aristo-Sapiens
16. Le remplaçant
17. Des hominidés et des dieux
18. Ma biodiversité va craquer
19. Théorie de l'évaluation
20. Les homéo-sapiens
21. Century - 21 000 av J-C
22. Homo analysis
23. La planète des stages
24. Le propre de l'homme
25. Homme de Pékin : le péril jaune
26. Bling bling
27. Désir d'avenir
28. Crétacé à durée déterminée
29. Mai -68 000 av. J.C.
30. Risque zéro
31. Le coach
32. La grève du feu
33. La guerre du foot
34. Fou me, I'm Erectus
35. Réseau évolution sans frontières
36. Cannibalisme : demain, j'arrête
37. Commerce paléo-équitable
38. Libido-sapiens
39. Les réseaux-Sapiens
40. Paléocalypse now

### Saison 2 (2013)[9]
1. Poulpe fiction
2. Neuf mois avant notre ère
3. Les Pivot-Sapiens
4. Les Ludo-Sapiens
5. Dura Lex, Silex
6. Allumer le fou
7. Les catho-sapiens
8. Les proprio-sapiens
9. Le berceau de l'humanité
10. Préhistoria nostra
11. Homo veneziano
12. Traders-cueilleurs
13. Paléo lifting
14. Âge de pierre et vacances
15. Le secret du feu de la rampe
16. Chamane Shalom !
17. Ecce Homo !
18. Kung-feu
19. Les facho-sapiens
20. Figure du père et âge de pierre
21. Il était une fois l'OM
22. Les sapiens à Monaco
23. Sus aux macho-sapiens
24. L’Âge de prière
25. La 2e guerre mondiale du feu
26. Crédit arboricole
27. Darwin ou Halloween
28. Enchère et en os
29. Noces de pierre
30. Crétacé-réalité
31. Fashion évolution
32. La guerre du fuck
33. Le cancer du singe
34. Préhistoire academy
35. Homme des casernes
36. Les hominidés font du ski
37. Petit meurtre entre amibes
38. Autorisation de découverte
39. Révolution Footbalithique
40. Les sapiens de Noël

### Saison 3 (2014)[10]
1. Made in Feu
2. 50 nuances de graisse
3. Tatouage de pierre
4. Vigiprimate
5. Les féminidées
6. Hibernatus
7. La cougar
8. Jumelage de pierre
9. Moyen-âge de pierre
10. Les hominidés à Saint-Tropez
11. Silex and sun
12. Cambriolage des cavernes
13. Évolution pour tous !
14. La Guerre des Étoiles (du feu)
15. Les Romano-sapiens
16. Otages de pierre
17. Stoned age
18. La Pierre vue du ciel
19. Bab-el-bipède
20. Néandertaule
21. Bipédies musicales
22. Quaternaire quadragénaire
23. Paléomythique
24. L'Évolution du jasmin
25. Y a-t-il un pilote dans l'évolution?
26. Au service de sa Mammifère
27. Cavité bien ordonnée commence par soi-même
28. Abilix le Gaulois
29. Manger, être mangé
30. La Tournée des Évolués
31. Jeux Paléolympiques
32. Muséum des cavernes
33. Loge de pierre
34. Paléo-people
35. Dotcom contre Dotcom
36. New-Rock, New-Rock
37. No country for Amphibians
38. Paléollywood Boulevard
39. Festival de Carne
40. Les brico-sapiens

Lors de cette saison 3, plusieurs personnalités ont prêté leurs voix : Arnaud Montebourg, Raphaël, Amélie Nothomb, Christine Ockrent, David Pujadas, Julien Clerc, Alexandra Lamy, Daniel Cohn-Bendit, David Foenkinos, Audrey Pulvar...

### Saison 4 (2015)
1. Homo-Disabilis
2. L'âge de fièvre
3. Sectes and the silex
4. Age-De-Glace-Bucket-Challenge
5. L'âge de Perdu
6. Os de toilette
7. Les tarots-sapiens
8. Neolithic-Death-Experience
9. Jurassic jazz
10. Archéo-chorégraphique
11. L'annonce faite à Darwin
12. Juracirque Park
13. Les nourritures rupestres
14. Braquage de pierre
15. La Barbe-Mitsvah
16. Darwin Poppins
17. Génome des cavernes
18. Extinctions non-élucidées
19. Super-héros-sapiens
20. Les piano-sapiens
21. Sa majesté des poulpes
22. L'an prochain à Darwinsalem
23. L'évolution française
24. Solex and the city
25. Lost in evolution
26. Paléostalgie
27. Darwin est dans la place!
28. Amour, gloire et rochers
29. Pierre-BnB
30. I * Paris

### Saison 5 (2017)[10]
1. Les loto-sapiens
2. Blanche-Neige et les sept singes
3. La plus belle conquête de l'hominidé
4. L'écailler du cinéma
5. #Je suis sapiens
6. À l'est, rien de néolithique...
7. Mille milliards de mille silex !
8. Évolution ou vérité ?
9. Singe-Jacques de Compostelle
10. Rocher blanc sur fond blanc
11. Dotcom et Jerry
12. Les Météo-Sapiens
13. Les fables de l'ADN
14. Les Radio-Sapiens
15. Geekolithique
16. Les dents de la pierre
17. Silex et chuchotements
18. L'hominidé de Rio
19. Ben URL
20. Zone arboricole à défendre
21. Évolution en continu
22. Darwin rewind
23. God save Darwin
24. Patrimoine mondial de l'hominidé
25. Gone with Darwin
26. Front Néanderthal !
27. Johnny Abilis
28. Welcome chez les Dotcom
29. Les brigades du tigre à dents de sabre
30. C'est pas l'homme qui prend la pierre...

## Produits dérivés
- 2012 : édition DVD Saison 1 par Citel Vidéo.
- 2014 : édition DVD Saison 2 par Citel Vidéo.